# Alfred Tysoe
Alfred Ernest Tysoe (Padiham, 21 marzo 1874 – Blackpool, 26 ottobre 1901) è stato un mezzofondista britannico, vincitore di due medaglie d'oro ai Giochi olimpici di Parigi 1900.

## Palmarès
| Anno                                  | Manifestazione  | Sede   | Evento           | Risultato | Prestazione | Note            |
| ------------------------------------- | --------------- | ------ | ---------------- | --------- | ----------- | --------------- |
| In rappresentanza del Regno Unito     |                 |        |                  |           |             |                 |
| 1900                                  | Giochi olimpici | Parigi | 800 m piani      | Oro       | 2'01"2      | Record olimpico |
| In rappresentanza della Squadra mista |                 |        |                  |           |             |                 |
| 1900                                  | Giochi olimpici | Parigi | 5000 m a squadre | Oro       | 26 p.       |                 |